# Jeremias Rose
Jeremias Rose (* 16. Oktober 1982 in Tübingen) ist ein deutscher Handballtrainer und ein ehemaliger Handballspieler. Rose wurde meist auf Rechtsaußen eingesetzt, er konnte aber auch im rechten Rückraum auflaufen.
Jeremias Rose begann mit dem Handballspiel in Heidenheim an der Brenz, bei der TSG Schnaitheim. 1998 kam er zur SG Bietigheim-Metterzimmern, wo er in der Verbandsliga debütierte. Mit den Württembergern stieg er 2000 in die Oberliga, 2002 in die Regionalliga und 2005 in die 2. Handball-Bundesliga auf. In der Saison 2006/07 war Rose mit 265 Toren bester Torschütze der 2. Liga Süd. Im Sommer 2008 wechselte er zur Eintracht Hildesheim, wo er zwei Jahre spielte. Zur Saison 2010/2011 wechselte er zum Zweitligisten TV 1893 Neuhausen. In der Saison 2012/13 lief Rose für den Fünftligisten TSV Blaustein auf. Anschließend übernahm Rose für zwei Spielzeiten das Traineramt der TSG Schnaitheim und beendete seine Karriere. Danach war er sportlicher Leiter der TSG. 2019 würde Rose nochmal für mehrere Spiele reaktiviert.